# Azilda
Azilda est une communauté du Grand Sudbury, en Ontario. Majoritairement francophone, situé à environ 10 km du centre-ville Dr Sudbury, faisant partie de l'ex-ville de Rayside-Balfour, le village fut fusionné à la ville du Grand Sudbury par le gouvernement progressif-conservateur de Mike Harris.
La communauté compte deux écoles francophones (École catholique Ste-Marie et École publique Franco-Nord), mais aucune école anglophone. La plupart des élèves du secondaire fréquentent le Collège Notre-Dame, à Sudbury, ou bien l'École secondaire catholique Champlain, à Chelmsford, la communauté voisinante.

## Démographie
| 2011  | 2016  |
| ----- | ----- |
| 3 996 | 4 663 |

## Langues
La majorité de la population a le français pour langue maternelle, soit environ 50%, et 45% l’anglais. 60% de la population est bilingue. (Français et Anglais) 